# Soizy-aux-Bois
Soizy-aux-Bois é uma comuna francesa na região administrativa do Grande Leste, no departamento de Marne. Estende-se por uma área de 7.28 km², e possui 187 habitantes, segundo o censo de 2018, com uma densidade de 26 hab/km².